# AIDA (marketing)
AIDA – anglojęzyczny termin używany w marketingu na określenie zestawu kolejnych reakcji klienta wobec produktu. Litery składające się na ten akronim oznaczają:
- A – Attention (uwaga) – przyciągnięcie uwagi klienta do produktu.
- I – Interest (zainteresowanie) – zainteresowanie klienta właściwościami produktu.
- D – Desire (pożądanie) – przekonanie klienta, że produkt jest mu potrzebny i może zaspokoić jego potrzeby.
- A – Action (działanie) – właściwe przekonywanie klienta do zakupu tego właśnie produktu.

Obecnie niektórzy dodają jeszcze jedną literę:
- S – Satisfaction (satysfakcja) – usatysfakcjonowanie klienta, co spowoduje, że znowu wybierze ten sam produkt i poleci go innym.

Coraz częściej używa się też zwrotu AIDAL, czyli w wersji poszerzonej o słowo „Loyalty”.
Już w Polsce przedwojennej Tadeusz Krzyżewski podjął się tłumaczenia tego terminu i w swojej książce „Reklama prasowa” wydanej we Lwowie w 1937 jako U.Z.D.A. (uwaga, zainteresowanie, dążenie, akcja).